# Даррен Янг
Даррен Янг (англ. Darren Young; нар. 2 листопада 1983) — професійний американський реслер WWE. Відомий тим що перший з реслерів визнав себе геєм. До підписання контракту з WWE виступав в Northeastern і Mid-Atlantic independent promotions включаючи Chaotic Wrestling, East Coast Wrestling Association, Independent Wrestling Federation і National Wrestling Alliance.